# Eleccions legislatives islandeses de 1999
Les eleccions legislatives islandeses de 1999 es van dur a terme el 8 de maig d'aquest any per a escollir als membres de l'Alþingi. Amb un 40,7% dels vots, els resultats van ser una clara victòria per al Partit de la Independència del primer ministre d'Islàndia Davíð Oddsson.
Van ser les primeres eleccions que es van realitzar després dels canvis del paisatge polític islandès ocorreguts entre 1998 i principis de 1999, amb la fusió dels partits d'esquerra sota l'Aliança Socialdemòcrata i la fundació del Moviment d'Esquerra-Verd i el Partit Liberal. Dels 201.443 votants registrats, van participar 169.424, al voltant de 84,1%. De tots els vots, 3.697, o aproximadament el 2,2%, van ser nuls.

## Resultats electorals
|                             | Partit de la Independència (Sjálfstæðisflokkurinn)           | 67.513  | 40.7  | 26 / 63 | 1   |
|                             | Aliança Socialdemòcrata (Samfylkingin)                       | 44.378  | 26.8  | 17 / 63 | 6   |
|                             | Partit Progressista (Framsóknarflokkurinn)                   | 30.415  | 18.4  | 12 / 63 | 3   |
|                             | Moviment d'Esquerra-Verd (Vinstrihreyfingin – grænt framboð) | 15.115  | 9.1   | 6 / 63  | Nou |
|                             | Partit Liberal (Frjálslyndi flokkurinn)                      | 6.919   | 4.2   | 2 / 63  | Nou |
|                             | Altres                                                       | 1.387   | 0,8   | 0 / 63  |     |
| Total (participació: 84,1%) | Total (participació: 84,1%)                                  | 183,172 | 100.0 | 63      |     |
| Font: Ríkisútvarpið         |                                                              |         |       |         |     |